# Pla de la Terma

El Pla de la Terma respecte del terme de Castellcir

El Pla de la Terma és un pla antigament agrícola a cavall dels termes municipals de Castellcir i Castellterçol, a la comarca del Moianès.
Està situat a l'extrem sud-occidental del terme, a la carena del Serrat de la Bassa Blanca, a l'esquerra del torrent Mal i a la dreta de la Riera de Fontscalents, al sud del Pla de Cavalls. És a llevant de la masia de la Serradora.

## Etimologia
Aquest pla rep el nom de fita termenal entre Castellcir i Castellterçol que hi ha en aquest lloc.